# Paul Tan Chee Ing
Paul Tan Chee Ing SJ (chiń. 陳志音; pinyin Chén Zhìyīn; ur. 5 kwietnia 1940 w Muar) – malezyjski duchowny rzymskokatolicki, w latach 2003–2015 biskup Melaka-Johor.

## Życiorys
Święcenia kapłańskie przyjął 21 czerwca 1971, zaś 2 lutego 1979 złożył śluby w zakonie jezuitów. Był m.in. przełożonym zakonnym regionu Malezja-Singapur, konsultorem Papieskiej Rady ds. Dialogu Międzyreligijnego, szefem malezyjskiej Konferencji Wyższych Przełożonych Zakonnych, a także asystentem generalnym zgromadzenia odpowiedzialnym za Azję Wschodnią.
13 lutego 2003 został prekonizowany biskupem Melaka-Johor. Sakrę biskupią otrzymał 15 maja 2003. W latach 2011–2012 przewodniczył Konferencji Biskupów Malezji, Singapuru i Brunei.
19 listopada 2015 przeszedł na emeryturę.